# 강원과학고등학교
강원과학고등학교(江原科學高等學校)는 대한민국 강원특별자치도 원주시 태장동에 있는 공립 고등학교이다.

## 학교 연혁
- 1992년 9월 19일 : 설립인가
- 1992년 9월 22일 : 특수목적고 승인 (학년당 2학급, 학급당 30명)
- 1992년 11월 30일 : 교사 준공 (교사 1동, 기숙사 1동) 부지 조성 41,593m2
- 1993년 3월 1일 : 초대 정환목 교장 취임
- 1993년 3월 2일 : 제1회 신입생 입학(60명)
- 1993년 3월 10일 : 개교식
- 1994년 3월 1일 : 교육부 “과학 영재교육 연구학교” 지정
- 1994년 10월 8일 : 본관 2층 독서실 및 사택 1동 준공
- 1994년 10월 14일 : 기숙사 준공
- 1997년 10월 27일 : 천문대 개관
- 1998년 10월 19일 : 다목적실(창조관) 개관
- 2005년 12월 14일 : 종합실험실습동(상림관) 개관
- 2022년 3월 1일 : 제11대 이경애 교장 취임
- 2022년 12월 31일 : 본관 (선각재, 양현재, 시청각실등 리모델링)
- 2025년 1월 8일 : 제30회 졸업식(누적졸업생 1,382명, 수료생 279명)
- 2025년 3월 4일 : 제33회 입학식(신입생 60명)

## 설치 학과
- 과학과

## 참고 자료
- 강원과학고등학교 - 한국교육학술정보원 학교알리미